# Konstantin Djussoev
Konstantin Hasanovich Djussoev (cirílico: Константин Хасанович Джуссоев; 23 de novembro de 1967) é o atual primeiro-ministro da Ossétia do Sul desde 20 de junho de 2020.

## Biografia
Djussoev formou-se em 1989 na Faculdade Tskhinvali do Instituto Politécnico da Geórgia (GPI) com uma licenciatura em tecnologia de máquinas e ferramentas. De 1993 a 2011 ocupou o cargo de diretor geral da construtora Prilichny LLC. Em 2011, tornou-se Diretor Geral da construtora Megapolis. Djussoev é casado e tem uma filha.
Em 8 de junho de 2022, o presidente da Ossétia do Sul, Alan Gagloyev, apresentou uma proposta ao parlamento para nomear Djussoev como primeiro-ministro da Ossétia do Sul. Em 17 de junho, o Parlamento da Ossétia do Sul aprovou a candidatura de Djussoev com todos os 33 deputados votando a favor. Em 20 de junho, Gagloyev assinou um decreto para confirmar sua nomeação.